# Наниев, Рамазан Садрудинович
Рамазан Садрудинович Наниев (27 декабря 1999, Махачкала, Дагестан, Россия) — российский футболист, выступает на позиции защитника.

## Клубная карьера
Профессиональную карьеру начинал в 2018 году в клубе «Легион-Динамо», однако в дебютный сезон матчей не провёл. Год не играл, и в 2020 году вернулся в клуб, где был капитаном команды. В конце июля 2023 перешёл в таджикистанский клуб «Худжанд». 9 августа 2023 года в домашнем матче против клуба «Эсхата», забил свой первый гол за «Худжанд» в чемпионате Таджикистана.